# Иксодовые клещи

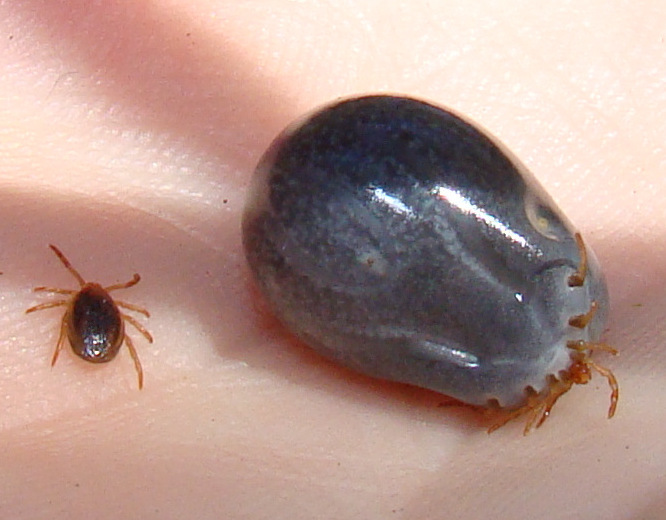
Ixodes holocyclus до и после питания кровью

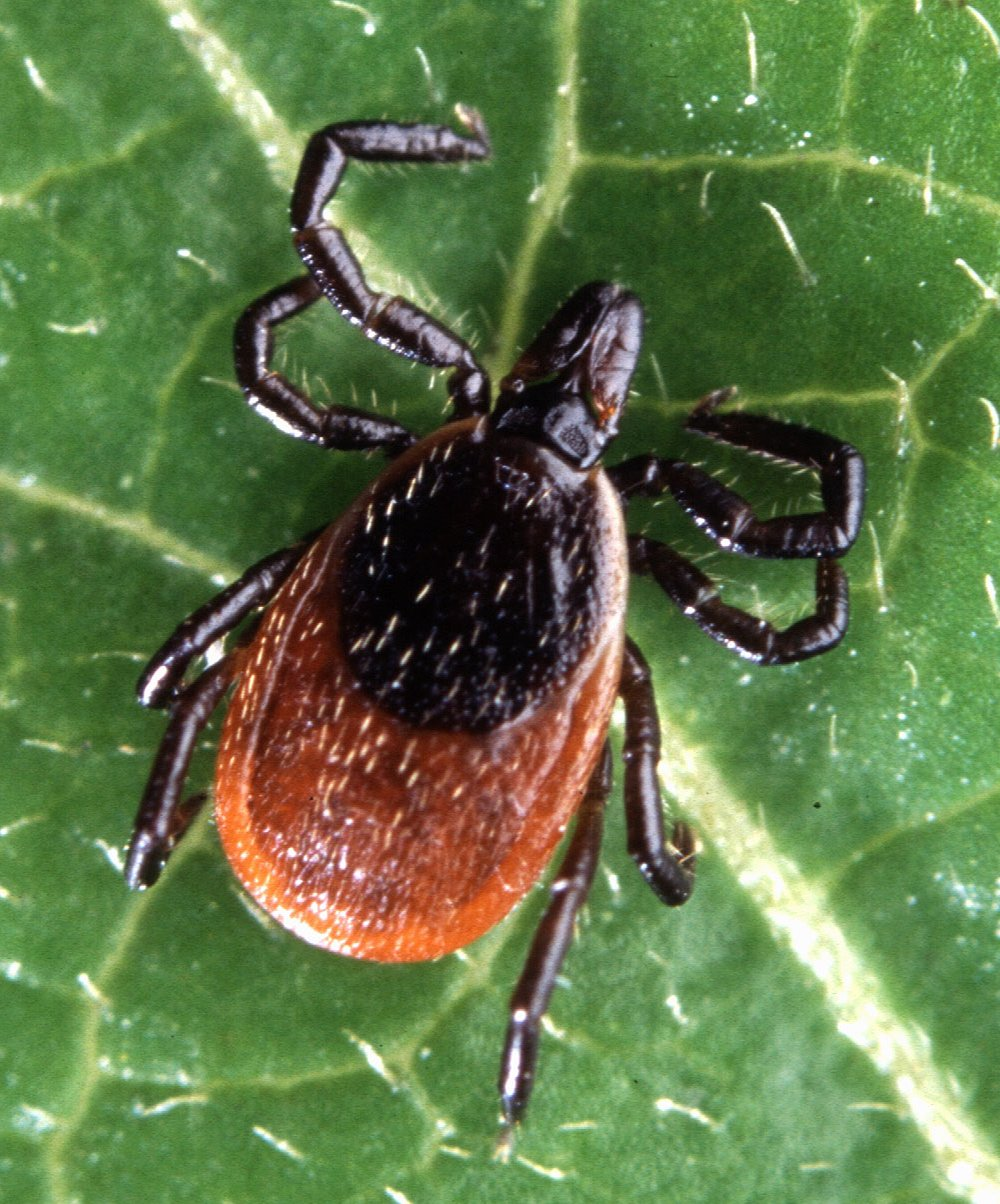
Ixodes scapularis

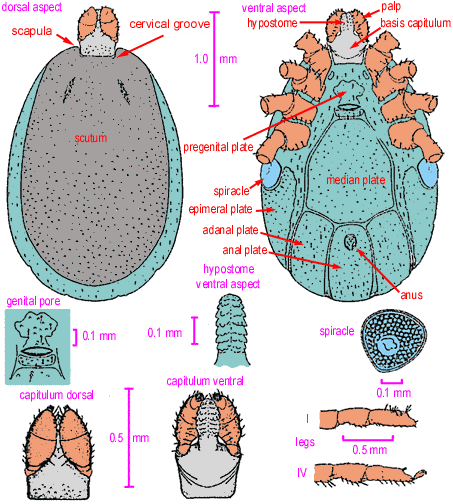
Строение самца

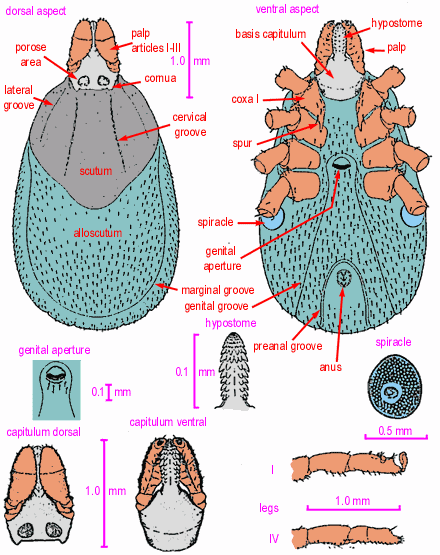
Строение самки

Иксодовые клещи (лат. Ixodidae) — семейство клещей из отряда Ixodida надотряда паразитиформных (Parasitiformes). Насчитывают свыше 650 видов. Среди них встречаются опасные кровососы и переносчики клещевого энцефалита и клещевого боррелиоза.

## Распространение
Всесветное, встречаются даже в Арктике и Антарктике (клещ Ixodes uriae паразитирует на пингвинах и других птицах). В ископаемом состоянии семейство известно из бирманского и балтийского янтарей.
В фауне Австралазии отмечено 102 вида иксодид и 23 вида аргазид.

## Описание
Длина самки 3—4 мм в голодном состоянии (увеличивается до 10 мм у насосавшейся самки, цвет которой меняется на светло-серый). Самцы до 2,5 мм. У самцов спинной жёсткий щиток прикрывает всё тело, у самок треть.

## Размножение и развитие
Половая система самцов включает семенники, семяпроводы, половое отверстие и придаточные железы. Из секрета последней образуется особая сумка-сперматофор, в которой содержатся половые продукты. В половой системе самки различают яичник, яйцепроводы, матку, влагалище, половые железы, орган Женэ и половое отверстие.
Самки иксодовых клещей откладывают до 17 тысяч яиц в землю, но в связи со сложным онтогенезом до взрослой стадии доживают единицы. Вылупившиеся из яиц личинки питаются однократно, обычно на мелких млекопитающих (грызуны, насекомоядные, куньи). Сытая личинка падает на землю и через некоторое время превращается в нимфу. Нимфа после питания и линьки превращается во «взрослую» стадию — имаго. Половозрелые самки иксодовых клещей питаются однократно и преимущественно на крупном рогатом скоте.

## Значение
Иксодовые клещи являются кровососущими паразитами, и при укусе заражённого энцефалитом клеща вирус со слюной попадает в кровь теплокровного животного. Большинство случаев укусов в России связано с двумя видами клещей рода Ixodes: собачьим (Ixodes ricinus) и таёжным (Ixodes persulcatus) клещами. Эти виды, наряду с некоторыми клещами рода Dermacentor (например, D. silvarum), являются переносчиками клещевого энцефалита, клещевого боррелиоза (болезни Лайма) и некоторых других болезней.

### Аллергия на мясо
Аллергия людей на мясо млекопитающих, вызванная укусами клещей, была впервые обнаружена в 2007 году. Случаи аллергии на мясо млекопитающих зарегистрированы на всех 6 континентах, где людей кусают клещи, в 17 странах — Австралии, США, Европе (Франция, Испания, Германия, Бельгия, Швейцария, Швеция, Великобритания, Италия и Норвегия), Азии (Корея и Япония), Центральной Америке (Панама), Южной Америке (Бразилия) и Африке (ЮАР и Берег Слоновой Кости). На сегодняшний день в каждой из этих стран укусы только одного вида клещей связаны с развитием аллергии на мясо млекопитающих: Ixodes holocyclus (Австралия), Ixodes australiensis (Австралия), Amblyomma americanum (США), Ixodes ricinus (Европа) и Ixodes cajennense (Панама) подтверждены как виновники, а Ixodes nipponensis (Япония и Корея), Amblyomma sculptum (Бразилия), Amblyomma variegatum (Берег Слоновой Кости) и Haemaphysalis longicornis (Япония) подозреваются в провоцировании аллергии на мясо млекопитающих после укуса клеща.

## Классификация
15 родов и около 650 видов. Ранее, например, среди российских иксодологов семейство принято делить на две части, одна из которых включает один род Ixodes, а другая объединяет остальные роды, то есть следовать взглядам Бенкса (Bancs, 1908), который этим группам придавал ранг подсемейств: Ixodinae и Amblyomminae (Померанцев, 1948, Филиппова, 1977, 1984, 1994, 1997, Волцит, 1999). Американские иксодологи согласно Варбуртону (Warburton, 1907) делят иксодовых клещей на две секции: Prostriata и Metastriata, соответствующих подсемействам Бенкса.
В последнее время акарологи не выделяют трибы (подтрибы) в связи с выяснившейся их парафилией.

### Современная классификация
Согласно исследованиям 2013 года, в семействе выделяют следующие подсемейства и роды:
- Подсемейство Amblyomminae Banks, 1907
  - Род Amblyomma Koch, 1844 [syn. Aponomma Neumann, 1899]
- Подсемейство Bothriocrotoninae Klompen H. et al., 2002[19]
  - Род Bothriocroton Keirans, King & Sharrad, 1994
- Подсемейство Haemaphysalinae
  - Род Haemaphysalis Koch, 1844
- Подсемейство Ixodinae Murray, 1877
  - Род Ixodes Latreille, 1795
- Подсемейство Rhipicephalinae
  - Род Anomalohimalaya Hoogstraal, Kaiser et Mitchell, 1970
  - Род Cosmiomma Schulze, 1919[20]
  - Род Dermacentor Koch, 1844
  - Род Hyalomma Koch, 1844 (или в Hyalomminae)
  - Род Margaropus Karsch, 1879
  - Род Nosomma Schulze, 1919 (или в Hyalomminae)
  - Род Rhipicentor Nuttal et Warburton, 1908
  - Род Rhipicephalus Koch, 1907
    - Подрод Boophilus Curtice, 1981
- Подсемейство incertae sedis (или Ixodinae)
  - † Род Cornupalpatum Poinar, Brown, 2003[21]
    - † Cornupalpatum burmanicum Poinar & Brown, 2003

  - † Род Compluriscutula Poinar, Buckley, 2008[22]
    - † Compluriscutula vetulum Poinar & Buckley, 2008

### Классификация Филипповой
Советский и российский акаролог Н. А. Филиппова в 1997 году классифицировала семейство более подробно:
- Подсемейство Amblyomminae Banks, 1907 — Амблиоммины
  - Триба Amblyommini
    - Подтриба Amblyommini Banks, 1907
      - Род Amblyomma Koch, 1844
      - Род Aponomma Neumann, 1899

    - Подтриба Anomalohimalaini Filippova, 1994
      - Род Anomalohimalaya Hoogstraal, Kaiser et Mitchell, 1970

    - Подтриба Dermacentorini Banks, 1907
      - Род Dermacentor Koch, 1844
      - Род Rhipicentor Nuttal et Warburton, 1908

    - Подтриба Haemaphysalini Banks, 1907
      - Род Haemaphysalis Koch, 1844

  - Триба Rhipicephalini
    - Подтриба Margaropini
      - Род Boophilus Curtice, 1981
      - Род Margaropus Karsch, 1879

    - Подтриба Rhipicephalini
      - Род Cosmiomma
      - Род Hyalomma Koch, 1844
      - Род Nosomma Schulze, 1919
      - Род Rhipicephalus Koch, 1907
- Подсемейство Ixodinae Murray, 1877 — Иксодины
  - Род Ixodes